# 麦踏み
麦踏み（むぎふみ）は、秋播きの麦類が発芽した後に、足で踏みつける作業。
二毛作における秋播きオオムギの収量向上手段として江戸時代の農書「百姓伝記」に記載があり、明治時代に埼玉県の篤農家が全国に広めたとされ、日本独自の栽培手法とみられる。
伝統的には土が乾いた状態で作業者がカニの横歩きのように畝を足で踏みつけていく作業であるが、トラクターでローラーを引いて同様の効果をあげる場合もあり、踏圧（とうあつ）、鎮圧（ちんあつ）と表現されることもある。
麦の芽が、まだ匍匐したロゼット状であるうちに踏圧することで、冬季の霜柱などによる凍霜害を防ぐとともに、徒長を防ぎ、根の張りをよくして、耐寒性を高めることが意図されている。また、麦踏みによって成長後の倒伏を防ぐことができ、分糵茎（ぶんげつけい）を多く生じて株分かれを促進するとも考えられている。
麦踏みを行う時期や回数は、気候や土質など地域ごとの諸条件や、播種の時期や量、施肥量などの方策によっても異なるが、晩秋から冬季、あるいは早春に、複数回行われることが多い。俳句では、「麦踏み」は春の季語とされている。
麦踏みは、播種から概ねひと月後に始め、霜注意報が出る地域ではそれ以前に実施することが望ましいとされる。
麦踏みは、省力化のためにかつてより行われなくなくなってきたとされることもあるが、他方では素人でも貢献しやすい作業であるため、一般市民や子どもに農業体験の機会が提供される例も広がっている。